# Claus Leggewie

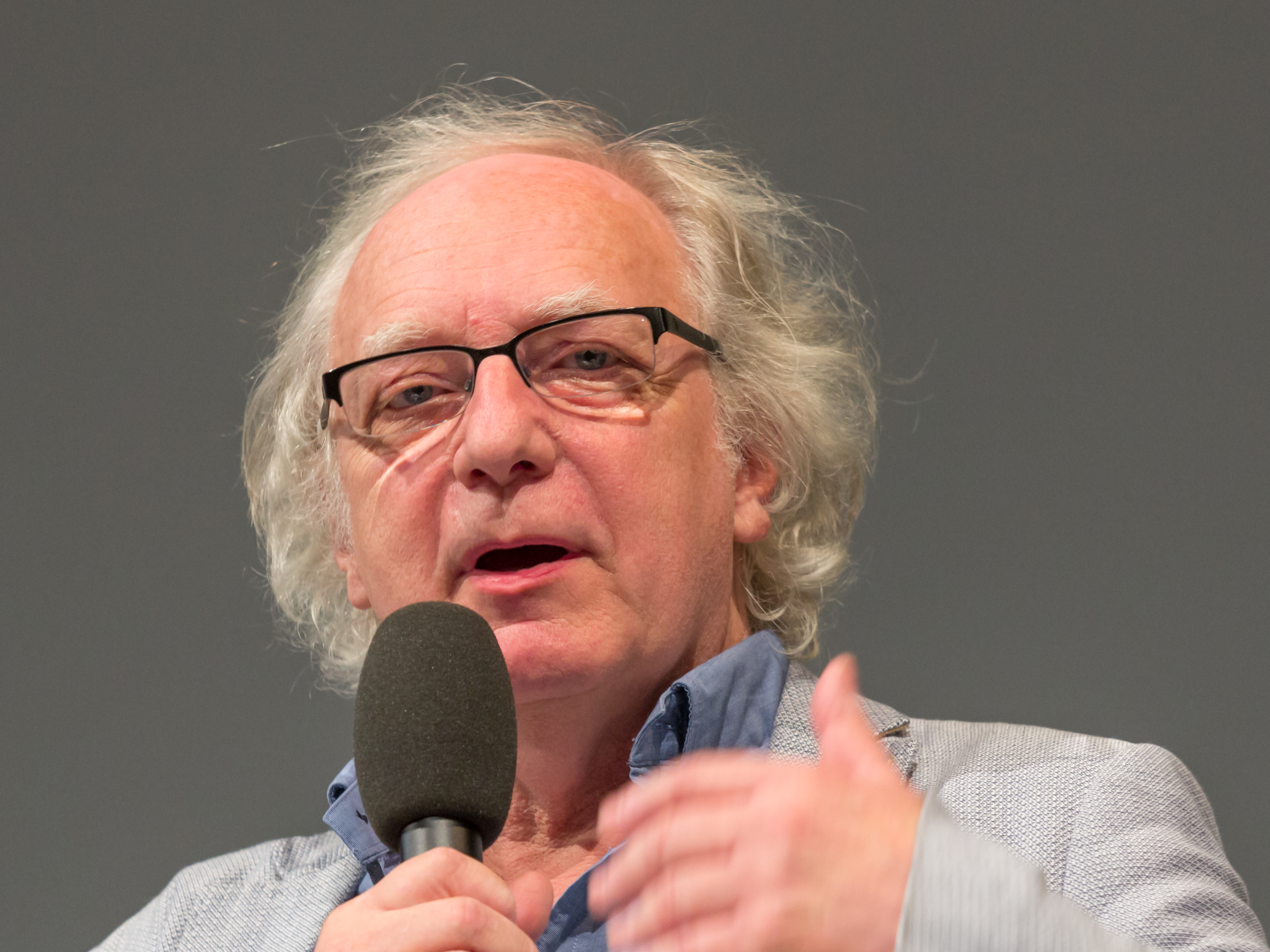
Claus Leggewie, 2016

Claus Leggewie (* 27. März 1950 in Wanne-Eickel) ist ein deutscher Politikwissenschaftler; er war von 2007 bis zum 31. Juli 2017 Direktor des Kulturwissenschaftlichen Instituts Essen. Leggewie ist Mitherausgeber der Blätter für deutsche und internationale Politik.

## Leben
Leggewie ist der Sohn des Altphilologen und Fachdidaktikers Otto Leggewie. Nach seinem Abitur am Kölner Apostelgymnasium studierte er in Köln und Paris Geschichte und Sozialwissenschaften. Im Jahre 1979 wurde er mit einer Arbeit über das französische Kolonialsystem in Algerien an der Georg-August-Universität Göttingen (GAU) promoviert; sein Doktorvater war Bassam Tibi. Später habilitierte sich Leggewie an der GAU.
Von 1989 bis 2007 war er Professor für Politikwissenschaft an der Justus-Liebig-Universität Gießen. Leggewie hatte mehrere Gastprofessuren und Forschungsaufenthalte, zum Beispiel am Wissenschaftskolleg zu Berlin (2000–2001), am Institut für die Wissenschaften vom Menschen (IWM) in Wien (1995, 2006) und an der Université Paris X.
Von 1995 bis 1997 war er erster Inhaber des Max-Weber-Lehrstuhls an der New York University.
Im April 2001 wurde er geschäftsführender Direktor des Zentrums für Medien und Interaktivität der Justus-Liebig-Universität Gießen. Das Zentrum wurde von ihm mitbegründet.
Leggewie trat 2007 die Nachfolge Jörn Rüsens als neuer Direktor des Kulturwissenschaftlichen Instituts Essen (KWI), einer gemeinsamen wissenschaftlichen Einrichtung der Universitäten Bochum, Dortmund und Duisburg-Essen (UAMR), an. Das KWI hat in den Geistes- und Kulturwissenschaften die Rolle als „Wissenschaftskolleg Nordrhein-Westfalen“.
Am 31. Juli 2017 endete seine Amtszeit als Direktor am KWI. Von September 2017 bis 2018 war er Senior Fellow am Institute for Advanced Sustainability Studies (IASS).
Im Dezember 2008 wurde Leggewie zum Mitglied des Wissenschaftlichen Beirats der Bundesregierung Globale Umweltveränderungen (WBGU) berufen.
Des Weiteren ist er Mitglied im wissenschaftlichen Beirat von Attac.
Am 21. Mai 2008 wurde Leggewie die Ehrendoktorwürde der Theologischen Fakultät der Universität Rostock verliehen. 2007 erhielt er den Universitätspreis der Universität Duisburg-Essen.
Im Jahre 2016 erhielt Leggewie den Volkmar and Margret Sander Prize der New York University. 2017 erhielt er den Verdienstorden des Landes Nordrhein-Westfalen.
Leggewie wurde vom Präsidenten der Justus-Liebig-Universität (JLU) zum Wintersemester 2015/16 als erster Amtsinhaber auf die Carl-Ludwig-Börne-Professur der JLU berufen.
Er ist Mitglied im Verein Rat für Migration.

## Wirken
Als Nebenprodukt seiner Algerien-Forschung wurde Leggewie bei seinen Recherchen in Algerien mit „einer ganz anderen Geschichte“ konfrontiert: dem algerischen Unabhängigkeitskrieg und dessen Unterstützung durch eine breit gefächerte Sympathisantenszene in der frühen Bundesrepublik Deutschland. In der Auseinandersetzung mit ihr rekonstruierte er die Geschichte von den Anfängen des linken Internationalismus in der Bundesrepublik und übernahm aus dem Französischen für dessen Protagonisten den Begriff Kofferträger.

„Die Akteure, zumeist weniger prominente ‚Anti-Helden‘, nenne ich Algerien-Generation, obwohl sie eigentlich nicht einer Altersgruppe angehören, sondern aus verschiedenen Lebens- und Zeitgeschichten kommen. Es gibt darunter jene ‚alten Männer‘, die schon vor dem Nazi-Terror linke Politik und gegen ihn Widerstand gemacht haben. […] Dann kamen die von den Nazis um ihre Jugend bestohlenen 1920er-Jahrgänge, sozusagen die Generation der Geschwister Scholl, und schließlich die Jungen, die […] sich als Pioniere der westdeutschen Linken in schwierigen Restaurationszeiten betätigen mußten. […] Was für die älteren ‚Spanien‘ war, war ihnen ‚Algerien‘ — eine ur- und frühgeschichtliche Schicht der Protestbewegung der sechziger Jahre. Algerien war für die meisten gar nicht der Hauptschauplatz, sondern eine Fortsetzung der ersten westdeutschen Friedensbewegung mit anderen Mitteln, eine Nadel, mit der man die verkalkende Sozialdemokratie ein wenig pieksen konnte, und die Partitur, mit der man in den pathetischen Orgelton der verordneten deutsch-französischen Aussöhnung ein paar antikoloniale Töne einmischen konnte.“

Die weiteren Forschungen und Veröffentlichungen von Leggewie, der sich selbst als „68er“ bezeichnet, befassen sich mit der kulturellen Globalisierung, der europäischen Erinnerungskultur, Demokratie und Demokratisierung in nichtwestlichen Gesellschaften, politischer und wissenschaftlicher Kommunikation in digitalen Medien, der politischen Ikonografie und der Energiewende. Leggewie ist Mitherausgeber der politisch-wissenschaftlichen Monatszeitschrift Blätter für deutsche und internationale Politik. Einen Überblick über die Arbeiten Leggewies gibt die 2010 erschienene Festschrift Kultur im Konflikt (Transcript Verlag, Bielefeld) zum 60. Geburtstag mit Beiträgen namhafter Kollegen. Darin verfasste Navid Kermani einen Kommentar mit dem Titel Denken in Widersprüchen. Claus Leggewies Buch MULTI KULTI zwanzig Jahre später, in dem er dem Autor vorausschauendes Denken bescheinigt: „Claus Leggewie behandelte 1990 die multikulturelle Gesellschaft nicht als etwas, das man ablehnt oder befürwortet, begrüßt oder verabschiedet, sondern endlich als eine Wirklichkeit, die in ihrer Vielfältigkeit zu beschreiben, zu analysieren und zu gestalten ist. Allein schon dieser eigentlich selbstverständliche Anspruch eines Sozialwissenschaftlers ist 2010 zu einem Plädoyer geworden.“
Zum Auftakt der UN-Klimakonferenz in Katowice 2018 schlug Leggewie gemeinsam mit dem Klimawissenschaftler Hans Joachim Schellnhuber und dem Ökonomen David Löw Beer die Gründung eines Staatsfonds als marktwirtschaftliches Instrument für den Klimaschutz mit einem Volumen von bis zu 0,6 Billionen Euro vor, dessen Ziel das Setzen eines eindeutigen Zeichens in Richtung einer Nachhaltigkeitstransformation sei. Der Fonds soll dabei aus höheren Abgaben auf Treibhausgasemissionen durch Kohlenstoffdioxid sowie – zwecks CO2-Bepreisung auch des vergangenen Ausstoßes – aus einer höheren Erbschaftsteuer gespeist werden. Mittel würden entweder unmittelbar in Infrastrukturprojekte fließen oder in den Staatsfonds, der nach festgelegten Kriterien in Unternehmen mit Nutzen für Klimaschutz und Energiewende investiert.

## Auszeichnungen
- 2017: Verdienstorden des Landes Nordrhein-Westfalen[10][11]
- 2021: Honorary Fellow im Thomas Mann House, Kalifornien[12]
- 2021: Bundesverdienstkreuz 1. Klasse

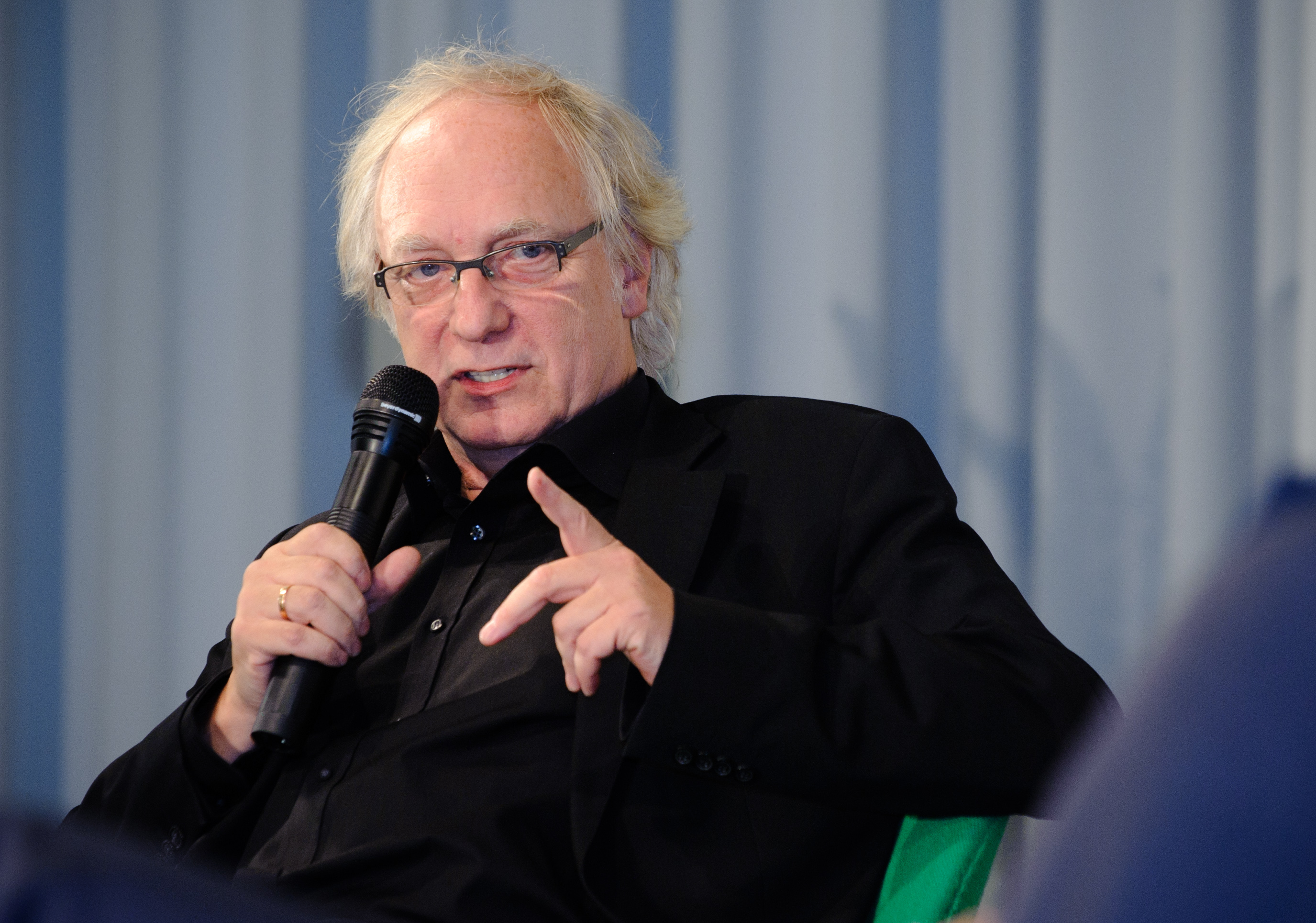
Claus Leggewie, 2010

## Schriften (Auswahl)
- Kofferträger: Das Algerien-Projekt der Linken im Adenauer-Deutschland, Rotbuch, Berlin 1984, ISBN 3-88022-286-X.
  - Kofferträger: Das Algerien-Projekt in den 50er und 60er Jahren und die Ursprünge des „Internationalismus“ in der Bundesrepublik, in: Politische Vierteljahresschrift, Vol. 25, No. 2 (Juni 1984), S. 169–187.
- Der Geist steht rechts. Ausflüge in die Denkfabriken der Wende, Rotbuch 1987, ISBN 3-88022-320-3.
- Multi Kulti. Spielregeln für die Vielvölkerrepublik, Rotbuch 1990, ISBN 3-88022-038-7.
- Über das Böse. Andrew Vachss im Gespräch mit Claus Leggewie, Eichborn 1994, ISBN 978-3-8218-1166-6.
- mit Zoran Filipovic und Hans Koschnick: Entseeltes Land. Über Bosnien, Kulturzerstörung und unsere Zukunft, Herder, Freiburg i. B. 1995, ISBN 3-451-23873-X.
- Die 89er. Portrait einer Generation, Hamburg 1995, ISBN 3-455-08372-2.
- Von Schneider zu Schwerte, Hanser, München 1998, ISBN 3-446-19491-6.
- Amerikas Welt. Die USA in unseren Köpfen, Hoffmann und Campe, Hamburg 2000, ISBN 3-455-11137-8.
- mit Richard Münch: Politik im 21. Jahrhundert, Suhrkamp, Frankfurt/M. 2001 (2. Auflage), ISBN 3-518-12221-5.
- mit Horst Meier: Verbot der NPD oder Mit Rechtsradikalen leben. Die Positionen, Suhrkamp, Frankfurt/M. 2002, ISBN 3-518-12260-6.
- Die Globalisierung und ihre Gegner, C. H. Beck, München 2003, ISBN 3-406-47627-9.
- Marcus S. Kleiner, Hermann Strasser (Hrsg.): Globalisierungswelten. Kultur und Gesellschaft in einer entfesselten Welt, Herbert von Halem 2003, ISBN 3-931606-65-1, Beiträge zur Konferenz Das Eigene und das Fremde – Globalisierung der Kulturen 2002 in Duisburg, von Anthony Giddens, Pierre Bourdieu u. a.
- mit Christoph Bieber: Interaktivität. Ein transdisziplinärer Schlüsselbegriff, Campus, Frankfurt/M. 2004, ISBN 3-593-37603-2.
- Die Türkei und Europa. Die Positionen, Suhrkamp, Frankfurt/M. 2004 (4. Auflage), ISBN 3-518-12354-8.
- mit Erik Meyer: Ein Ort, an den man gerne geht, Hanser, München 2005, ISBN 3-446-20586-1.
- Von der Politik- zur Gesellschaftsberatung. Neue Wege öffentlicher Konsultation, Campus, Frankfurt/M. 2007, ISBN 3-593-38220-2.
- mit Bärbel Beinhauer-Köhler: Moscheen in Deutschland – Religiöse Heimat und gesellschaftliche Herausforderung, Becksche Reihe, C. H. Beck, München 2009, ISBN 978-3-406-58423-7.
- mit Harald Welzer: Das Ende der Welt, wie wir sie kannten: Klima, Zukunft und die Chancen der Demokratie, S. Fischer, Frankfurt/M. 2009, ISBN 978-3-10-043311-4.[13]
- mit Anne Lang: Der Kampf um die europäische Erinnerung, C. H. Beck, München 2011, ISBN 978-3-406-60584-0.
- Mut statt Wut: Aufbruch in eine neue Demokratie, Edition Körber-Stiftung, Hamburg/Berlin 2011, ISBN 3-89684-084-3.
- Politische Zeiten. Beobachtungen von der Seitenlinie, Bertelsmann, München 2015, ISBN 978-3-570-10200-8.
- mit Patrizia Nanz: Die Konsultative. Mehr Demokratie durch Bürgerbeteiligung, Wagenbach, Berlin 2016, ISBN 978-3-8031-2749-5.
- Anti-Europäer. Breivik, Dugin, al-Suri & Co, Suhrkamp, Berlin 2016, ISBN 978-3-518-07145-8.
- Europa zuerst! Eine Unabhängigkeitserklärung, Ullstein, Berlin 2017, ISBN 978-3-8437-1621-5.
- mit Wolfgang Stenke (Hrsg.): André Gorz und die zweite Linke. Die Aktualität eines fast vergessenen Denkers, Wagenbach, Berlin 2017, ISBN 978-3-8031-2785-3.
- 50 Jahre '68. Köln und seine Protestgeschichte, Greven, Köln 2018, ISBN 978-3-7743-0693-6.
- Jetzt! Opposition, Protest, Widerstand, Kiepenheuer & Witsch, Köln 2019, ISBN 978-3-462-05329-6.
- Reparationen im Dreieck Algerien, Frankreich, Deutschland, Donata Kinzelbach, Mainz 2022, ISBN 978-3-942490-50-4.
- mit Sibylle Anderl: Die Sonne. Eine Entdeckung, Matthes & Seitz, Berlin 2024, ISBN 978-3-7518-2041-7.
- mit Daniel Cohn-Bendit: Zurück zur Wirklichkeit. Eine politische Freundschaft, Klaus Wagenbach, Berlin 2025, ISBN 978-3-8031-3753-1.

Aufsätze und Artikel (Auswahl)
- Clinton im Netz. Das Internet ist nicht verantwortlich für die Verwahrlosung politischer Sitten, in: taz, 12./13. September 1998.
- Die erhellenden Untiefen des Banalen. Über die negativen Helden der Geschichte und das Mittelmaß, in: FAZ, 13. Oktober 1998. Antwort auf die Kritik von Hannelore Schlaffer an Von Schneider zu Schwerte (s. o.).
- Politik im Merz-Bau. In der Leitkultur: Kulturwissenschaftler haben wir genug, in: FR, 2. November 2000.
- On Tour. Histotainment und Finkelstein-Debatte, in: FR, 10. Februar 2001.
- Texanisches Mantra. George W. Bush flirtet mit dem Kommunitarismus, in: FR, 6. März 2001.
- Die Schatten von Schatilla. Unter Arik Sharon droht Israel der Weg in die Isolation, in: FR, 21. Juni 2001.
- mit Erik Meyer: Schalten Sie nicht ab! Gedenkstätten in der Ökonomie der Aufmerksamkeit, in: NZZ, 9. August 2001.
- Den Krieg denken. Rückbesinnung statt Rückzug: Aufgaben der Universität, in: FR, 30. Oktober 2001.
- Beteiligungsdemokratie. Und mehr öffentliche Auseinandersetzung: Der Fortschritt in der Gentechnologie stellt Fragen, die nicht allein mit dem Gewissen abzumachen sind, in: FR, 30. Januar 2002.
- mit Patrizia Nanz: Neue Formen demokratischer Teilhabe, in: Transit. Europäische Revue, Bd. 44, S. 72–85, 2013..
- Erosion oder Neubeginn? auf: Deutschlandfunk, Essay und Diskurs vom 27. Oktober 2019,  Text im Onlinearchiv.